# 中村優花 (バスケットボール)
中村 優花（なかむら ゆにか、1995年1月3日 - ）は、日本の元女子バスケットボール選手である。ニックネームは「ニニ」。ポジションはパワーフォワード。178cm、75kg。

## 来歴
アメリカ合衆国アラバマ州にてアフリカ系アメリカ人の父と日本人の母の間に生まれ、5歳で青森県三沢市に移住して育つ。弟はB.LEAGUE B1 茨城ロボッツの中村ジャズ。
岡三沢ミニバスでバスケを始める。三沢市立第一中学校を経て柴田女子高校に進学しウィンターカップベスト8を経験。
また、女子U-17世界選手権日本代表に選出され、4位入賞でベスト5に選出される。U-18アジア選手権日本代表では準優勝。
2013年、JX-ENEOSサンフラワーズ加入。
2021年、富士通レッドウェーブに移籍。
2024年、引退。

## 経歴
- 柴田女子高校 - JX（2013年〜2021年） - 富士通（2021年～2024年）

## 日本代表歴
- 2012女子U-17世界選手権
- 2012アジアU-18女子選手権